# 헤타촌
헤타촌(戸田村)은 야마구치현 쓰노군에 설치되었던 촌이다. 현재의 슈난시에 해당한다.

## 역사
- 1889년 4월 1일 - 정촌제 시행에 의해 근세이후의 헤타촌이 단독으로 자치체를 형성하였다.
- 1944년 4월 1일 - 구 도쿠야마시, 돈다정, 후쿠가와정, 구시가하마정, 오쓰시마촌, 야지촌, 유노촌과 합병해, 새로운 도쿠야마시가 성립, 동일 헤타촌은 폐지되었다.

## 교통

### 철도
촌역에 운수통신성 산요본선이 지나가지만 역은 소재하지 않았다. 

### 도로
- 국도 제2호선

촌역에 산요 자동차도 도쿠야마니시 나들목이 소재하지만, 당시엔 미개통

## 참고문헌
- 角川日本地名大辞典 35 山口県